# قرية وستمينستر (فيرمونت)
قرية وستمينستر (بالإنجليزية: Westminster (village), Vermont)‏ هي قرية تقع في الولايات المتحدة في ويستمنستر بولاية فيرمونت. يقدر عدد سكانها بـ 276 نسمة ومساحتها 3.4 كم2 وترتفع عن سطح البحر 92 متر.

## التاريخ
إن وستمينستر الواقعة في الجزء الجنوب شرقي من ولاية فيرمونت كانت أول بلدة تؤجرها مقاطعة خليج ماساشوستس عام 1736. جرى تخطيط مركز القرية في عامي 1736 و 1737.